# Jilotzingo
Jilotzingo è un comune del Messico, situato nello stato di Messico.